# Крениха
Крениха — деревня в Холмогорском районе Архангельской области.

## География
Находится в центральной части Архангельской области на расстоянии приблизительно 54 км на юг по прямой от административного центра района села Холмогоры на правобережье реки Северная Двина.

## История
В 1859 году здесь (тогда деревня Холмогорского уезда Архангельской губернии) было учтено 5 дворов. До 2022 года входила в Ракульское сельское поселение до его упразднения.

## Население
Численность населения: 34 человека (1859 год),2 (русские 100 %) в 2002 году, 3 в 2010.